# Mouvement de la révolution citoyenne
Le Mouvement de la Révolution citoyenne (en espagnol : Movimiento Revolución Ciudadana, abrégé RC) — anciennement appelé Mouvement Force d'engagement social (FCS) — est un parti politique équatorien classé à la gauche radicale et à gauche.
Crée en 2010 comme un mouvement de professionnels de la santé, Rafael Correa et ses militants, en rupture avec Alianza País, intègrent le mouvement en 2018. En août 2021, le mouvement est absorbé et change son nom en Mouvement Révolution citoyenne.

## Historique

### Création
En 2010, le « Front intégral des professionnels de la santé » (FIPS) est formé, composé initialement de 15 médecins, qui élit Iván Espinel en tant que président. Le mouvement s'élargit au-delà des professionnels de santé, adoptant le nom de « Front professionnel intégral » (FIP) en 2012, et devient « Force intégrale du pays » en 2013.
En février 2016, le mouvement prend le nom définitif de « Force d'engagement social » qui est légalisée par le Conseil national électoral le 18 août de la même année.

### Première participation électorale en 2017
Lors de l'élection présidentielle de 2017 et les élections législatives de 2017, le mouvement participe pour la première fois aux élections. Pour l'élection présidentielle, le mouvement de la Force d'engagement social investit son président et fondateur Iván Espinel et Doris Quiroz en tant que vice-présidente.
Pendant la campagne électorale, le discours d'Iván Espinel a fait polémique, proposant notamment la peine de mort pour les assassins et les violeurs.
Mais également, bien qu'Espinel se soit déclaré opposé au gouvernement sortant de Rafael Correa, il rejoint le Pacte éthique pour le Oui au référendum de 2017, proposé par le président sortant Correa, pour moraliser la vie publique en interdisant aux fonctionnaires de posséder des biens et avoirs dans des paradis fiscaux.
Tandis que l'ensemble des partis d'opposition, excepté le mouvement d'Espinel, ont rejeté le référendum, exigeant le vote du Non, exprimant un rejet du « corréisme ».
À l'issue du premier tour de l'élection présidentielle, le duo des candidats du mouvement termine à la sixième place du scrutin, obtenant 299 840 voix, soit 3,18%. Tandis qu'aux élections législatives, le mouvement est représenté par l'avocat Héctor Vanegas, il ou obtient la dixième place et n'est pas élu. Au scrutin pour le Parlement andin, le mouvement arrive à la septième place et n'obtient aucun siège.

### Soutien à Lenín Moreno et participation au gouvernement

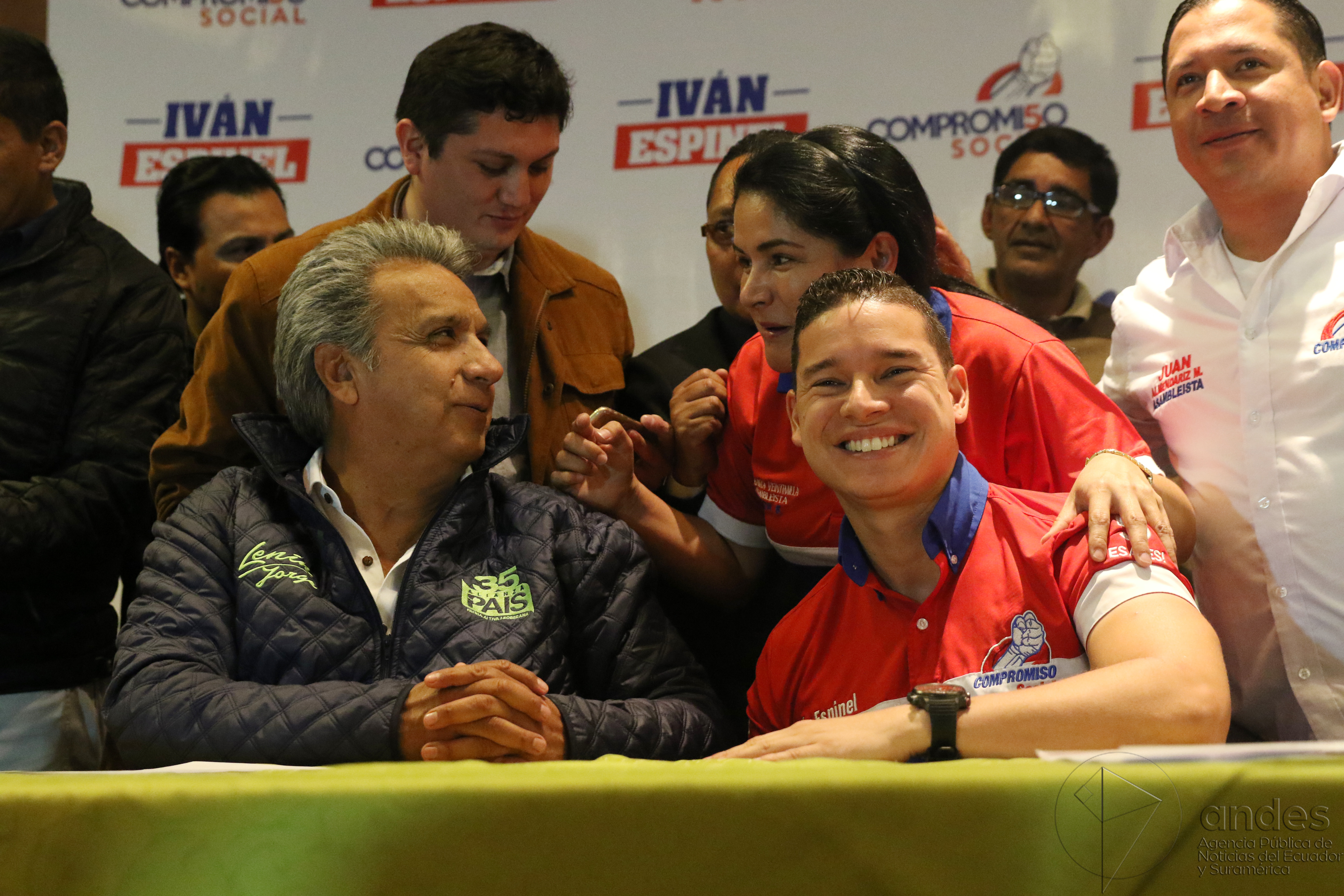
Lenín Moreno et Iván Espinel en mars 2017.

Pour le second tour de l'élection présidentielle de 2017, le mouvement décide de soutenir Lenín Moreno, mais ont indiqué que le soutien était personnel et non envers son parti au pouvoir Alianza País, dirigé par Rafael Correa.
Après la victoire de Moreno au second tour de l'élection et son investiture en tant que président, Iván Espinel est nommé ministre de l'Inclusion économique et sociale au sein du gouvernement de Lenín Moreno en mai 2017.

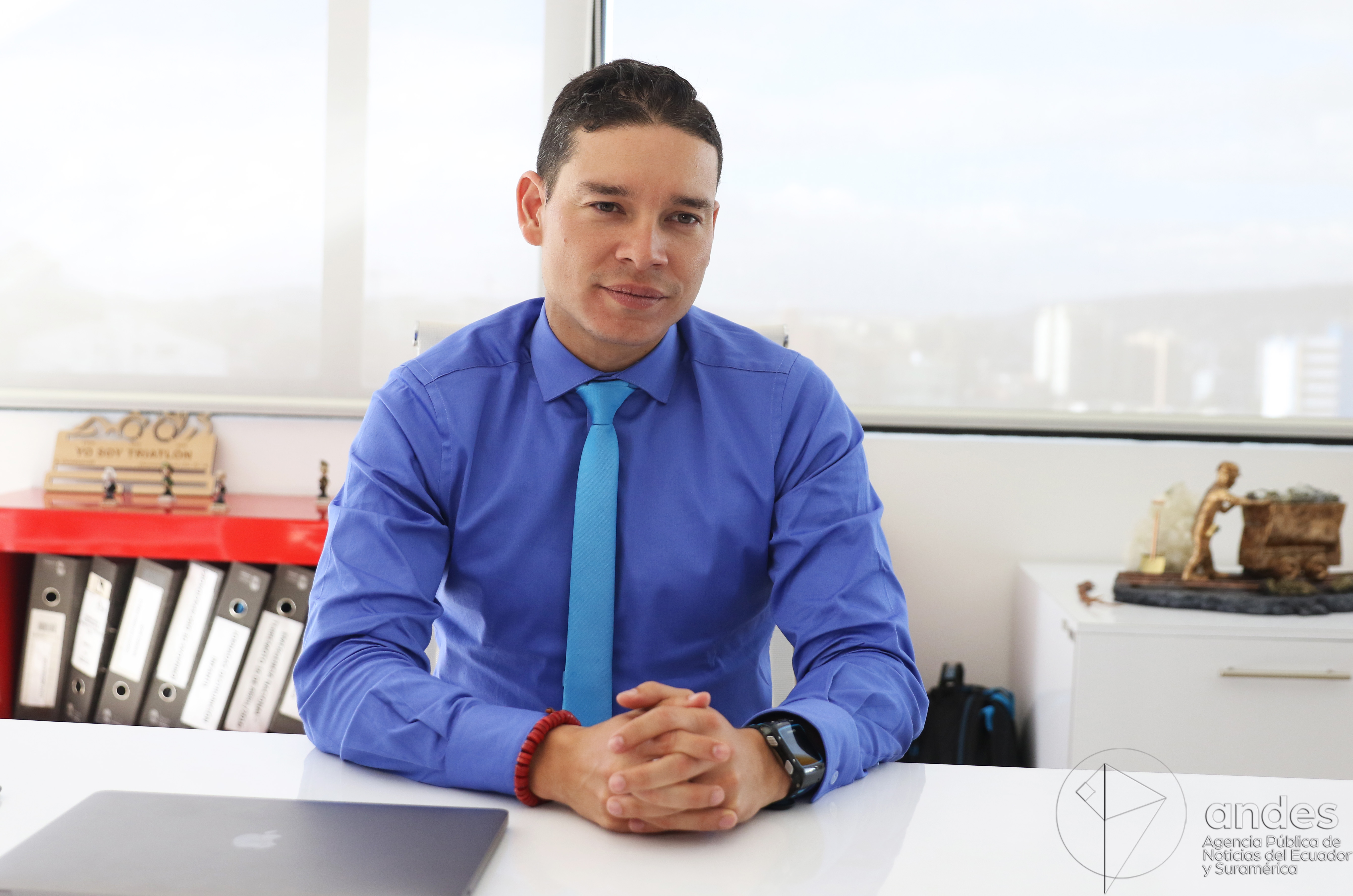
Iván Espinel en tant que ministre, en août 2017.

En décembre 2017, il démissionne de son portefeuille au milieu d'allégations de corruption, alors qu'il travaillait à l'Institut Sécurité sociale.
À la même époque de sa démission, les militants de la province du Guayas du mouvement ont annoncé une désaffiliation massive, s'opposant à la direction et comportements d'Iván Espinel.
Iván Espinal a souligné que sa démission du ministère répondait à la proximité du référendum de 2018, où, avec le parti au pouvoir et l'opposition, il soutiendrait le « oui » aux questions. Plusieurs mois plus tard, l'ancien ministre est arrêté et fait face à un procès pour enrichissement illicite et écope d'une peine pour blanchiment d'argent, assortie d'une peine de 10 ans de prison.
En raison de ses affaires judiciaires, il démissionne de la présidence du mouvement en décembre 2018, cédant son poste à la vice-présidente Vanessa Freire.

### Arrivée de Rafael Correa et de ses militants à Force d'engagement social

#### Rupture avec Alianza País
Après le 24 mai 2017, le nouveau gouvernement de Lenín Moreno a entamé un dialogue national avec les groupes d'oppositions. Le différend entre Correa et Moreno a été vu quand ils ont commencé à se critiquer.
La distanciation entre les deux factions d'Alianza País, entre les pro Correa et les pro Moreno, est devenue évidente lorsque le 25 août Ricardo Patiño, Virgilio Hernández et Paola Pabón ont démissionné de leurs fonctions au sein du gouvernement après avoir effectué un voyage en Belgique où se trouvait l'ancien président Rafael Correa.
Le 31 octobre, la rupture avec Moreno est officialisée, ce dernier est retiré de la présidence d'Alianza País par la direction nationale, favorable à la faction corréiste (Rafael Correa), nommant à la direction Ricardo Patiño.
Le mois suivant, une convention nationale est annoncée avec l'objectif d'expulser Lenín Moreno du parti, tandis que le Conseil national électoral décide de ratifier Moreno en tant que président du parti, en raison d'une plainte du président devant le Conseil national,.
Lors de la Convention nationale de la faction favorable à Rafael Correa, l'expulsion de Moreno est officialisée et Correa a déclaré que si le parti n'est pas maintenu avec une majorité envers son idéologie, un nouveau parti serait formé sous le nom de Révolution citoyenne.

#### Multiples tentatives d'inscription électorale

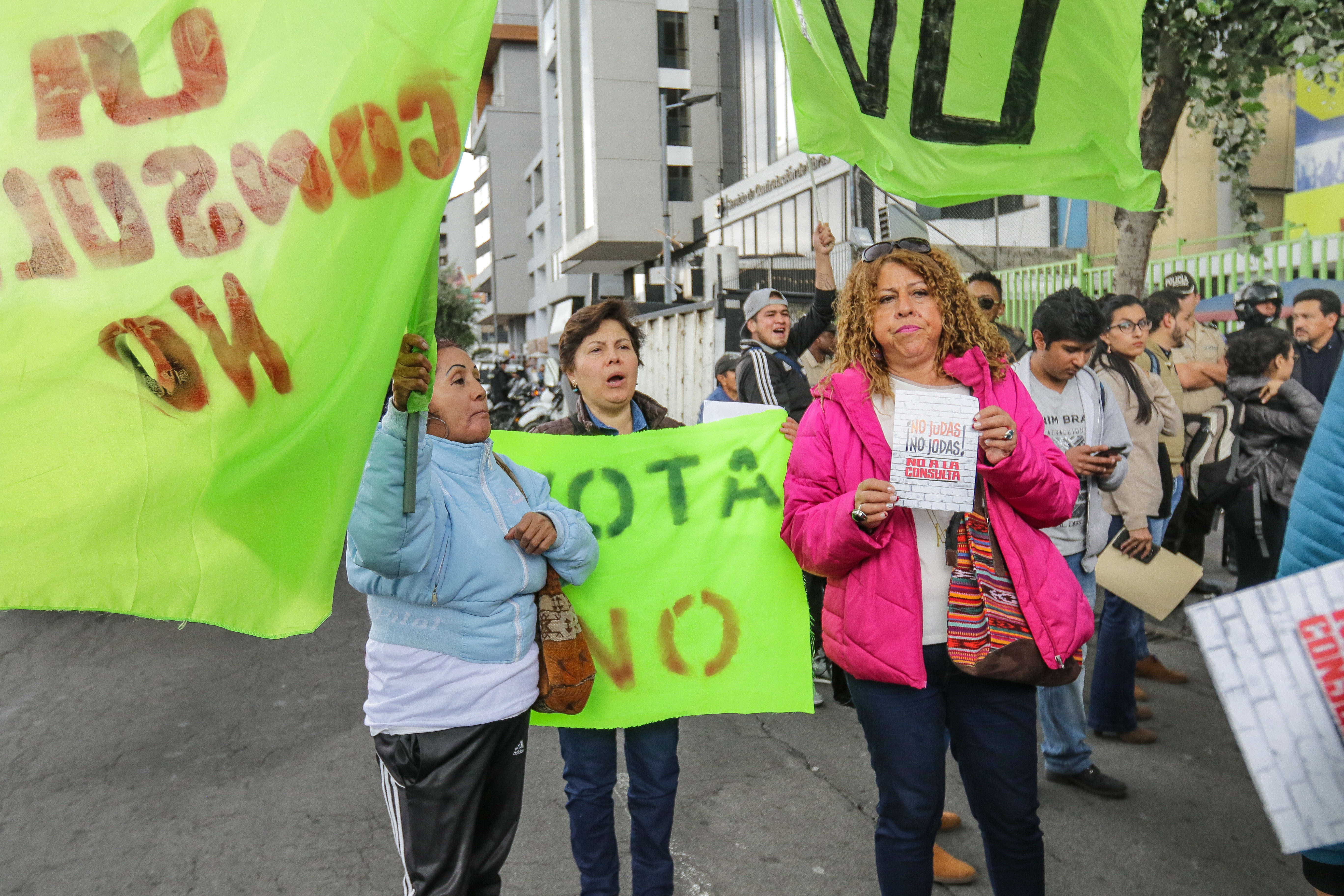
Des militants favorables à Correa quittent Alianza País et font campagne pour le Non au référendum de 2018.

Le 16 janvier 2018, après une décision rendue par le Tribunal du contentieux électoral, Moreno a été confirmé comme président du parti politique, rejetant la décision du bureau politique corréiste. Ce jour-là, Rafael Correa a immédiatement remis le formulaire de démission de son parti au Conseil électoral, suivi par le reste de ses militants et ses parlementaires,.
Le même jour de l'annonce de Rafael Correa, plusieurs actes de vandalisme ont été médiatisés par les réseaux sociaux, avec plusieurs images et vidéos, avec indiqué : « Non à la trahison », « Non au traître », « Vend les patries », des actes niés par Gabriela Rivadeneira.
Toujours le 16 janvier, l'enregistrement d'un mouvement nommé Parti de la Révolution citoyenne a débuté, comme annoncé plusieurs mois auparavant. Cependant, le Conseil électoral a refusé de lancer l'inscription, arguant que c'était le slogan d'un autre mouvement.
Les premiers actes de mobilisation de la nouvelle organisation a été une campagne pour le Non au référendum de 2018. Néanmoins, puisque l'organisation corréiste n'était pas enregistré en tant que mouvement, cette dernière a mené la campagne sous le nom de l'organisation sociale du Women's Forum, elle était la seule organisation qui s'était inscrite en faveur du Non, mais le Oui l'a emporté.

#### Tentative de ralliement au mouvement d'Accord national
À partir du 5 mai 2018, le mouvement abandonne ses tentatives d'enregistrement de la Révolutionne citoyenne. Cependant, ils annoncent rejoindre le Mouvement d'Accord national (es), dont l'inscription a été accepté pour débuter leur enregistrement en tant que mouvement.

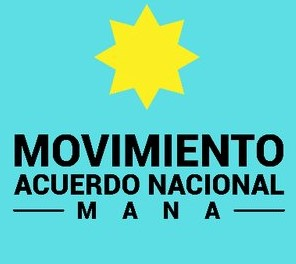
Après le ralliement de Rafael Correa, le Le mouvement d'Accord national n'a pas pu être enregistré en raison de divergences internes.

Le même jour, les partisans de Rafael Correa se réunissent à Riobamba pour ratifier leur union avec le Mouvement et annoncent les actions qu'ils vont entreprendre pour se consolider en tant qu'organisation politique.
Le 7 mai, Vanesa Suárez annonce quitter la représentation légale du mouvement, cédant la fonction à Juan Pablo Arévalo, qui signe l'alliance avec Rafael Correa et son mouvement.
Cependant, le 8 août, des conflits interne émergent au sein du Mouvement d'Accord national (es) en raison d'un Conseil national dirigé par Víctor Hugo Erazo, fondateur du mouvement, qui s'oppose à l'union avec Rafael Correa, empêchant l'inscription du mouvement, malgré l'ensemble des signatures recueillies pour l'inscription en tant que mouvement politique.
Le même jour, la crise atteint son apogée, Vanesa Suárez et Víctor Hugo Erazo font une conférence de presse et annoncent expulser Correa et ses partisans du mouvement. Vanesa Suárez se déclare à nouveau la représentante légale du mouvement et demande au Conseil électoral d'empêcher l'enregistrement du mouvement, soutenu par la faction favorable à Correa.

#### Alliance de la Révolution citoyenne avec la Force d'engagement social
Le 20 décembre 2018, il est annoncé que le Mouvement Révolution citoyenne (MRC) allait figurer sur les listes de Force d'engagement social pour les élections locales de 2019 (es), après ne pas avoir pu enregistrer son propre mouvement ou avoir pu enregistrer le Mouvement d'Accord national (es). Grâce à ce ralliement et cette alliance avec le mouvement, des personnalités comme Alexandra Arce, Pierina Correa, Luisa Maldonado et Paola Pabón sont candidats aux élections locales. Grâce à cette alliance, les deux préfectures de Pichincha et Manabí ont été obtenues, et l'alliance est arrivé à la deuxième place dans la province du Guayas.
Le 7 avril, Rafael Correa est reconnu coupable de corruption dans une affaire de corruption entre 2012 et 2016. Il est condamné à 8 ans de prison et 25 ans sans pouvoir occuper une fonction publique, ce qui lui a interdit de se présenter à l'élection présidentielle de 2021.
Le Conseil électoral retire le mouvement du registre en raison d'un rapport publié par le contrôleur général de l'État qui a mis en garde contre des irrégularités avec les signatures de ses adhérents lors de l'inscription, et n'a pas participé à l'élection présidentielle de 2021.

#### Coalition de l'Union pour l'Espérance
En juin 2020, le contrôleur général de l'État exigera du Conseil national électoral l'élimination du mouvement de Force d'engagement social ainsi que de trois autres mouvements politiques, en raison d'incohérences dans le processus de vérification des signatures.
Le 8 juillet, le Mouvement de Force d'engagement social, lié aux militants de Rafael Correa, annonce rejoindre l'Union pour l'Espérance (es) avec le Mouvement du Centre démocratique (es) de Jimmy Jairala (es), composé également des mouvements sociaux du Forum permanent des femmes équatoriennes, la Confédération des peuples et organisations paysannes indigènes de l'Équateur, la Force Rurale et Productive, la Coalition nationale pour la patrie, le Front national patriotique et le collectif SurGente,.
Le 19 juillet 2020, le Conseil national électoral suspend à nouveau la procédure d'enregistrement de Force d'engagement social. Le mouvement a considéré que cela comme une persécution politique, rappelant que les deux tentatives d'enregistrement du Mouvement Révolution Citoyenne et l'Accord national, présenté par les militants de Rafael Correa, avait également été refusé.
En août, Andrés Arauz annonce sa candidature à l'élection présidentielle de 2021, avec Rafael Correa en tant que colistier et candidat à la vice-présidence, enregistré avec le mouvement Centre démocratique (es). Cependant, son enregistrement est refusé par le Conseil national électoral, arguant que c'était une procédure personnelle à émettre, mais Correa est à l'extérieur du pays, exilé en Belgique.
Néanmoins, les candidats à l'Assemblée nationale, militants de Rafael Correa, ont été facilement enregistrer par le Conseil national électoral, investis par le mouvement Centre démocratique (es), avec Pierina Correa (es), sœur de l'ancien président et tête de liste.
Outre Correa, d'autres personnalités et militants du corréisme et de la Révolution citoyenne ont été investis, au total quatorze, comme Sofía Espín (en), Marcela Holguín (es), Pabel Muñoz (es), Amapola Naranjo, Verónica Arias, Ronny Aleaga par exemple, se présenteront aux élections législatives de 2021.
Le 7 septembre, le Conseil national électoral accepte l'enregistrement de l'alliance avec le mouvement Centre démocratique (es), nommé Union pour l'Espérance (es) pour les élections de 2021. En décembre 2020, le nouveau conseil d'administration du mouvement pour la Force d'engagement social a été enregistré auprès du Conseil national électoral et la fusion du mouvement avec la Révolution citoyenne s'est renforcée, élisant Andrés Arauz à la présidence du parti. Le 22 mai 2021, il démissionne de la présidence du mouvement.

#### Changement de nom de Force d'engagement social en Mouvement Révolution citoyenne
Le 28 août 2021, lors de la Convention nationale de Force d'engagement social tenue quelques mois après la présidentielle, la majorité du mouvement, intégré par les soutiens de Rafael Correa, décide de changer le nom en Mouvement Révolution citoyenne.
Lors de la Convention, le parti change également ses couleurs en turquoise et rouge, change le logo du mouvement par celui historiquement utilisé par le mouvement de la Révolution citoyenne. Le parti élit également l'ancienne ministre de Rafael Correa, Marcela Aguiñaga comme présidente du mouvement, Paco Hidalgo comme vice-président et David Villamar comme secrétaire général.
À l'issue de la Convention, Brith Vaca, conseillère de Quito et l'une des fondatrices de Force d'engagement social, a déclaré que son mouvement « a été tué » en raison du changement du nom du mouvement, de ses couleurs, de son logo et de ses principes idéologiques, une « invasion » par les partisans de Rafael Correa, tandis qu'auparavant le mouvement était davantage au centre et attrape-tout.

## Idéologie
À l'origine et lors de sa création, le mouvement est défini comme une organisation publique, non étatique, sociale, politique, souveraine, démocratique et indépendante, se déclarant loin des idéologies de gauche et de droite, mais il en est néanmoins venu à se positionner au centre et attrape-tout, s'engageant au sein des élections et dans l'alliance avec Lenín Moreno.
Cependant, avec l'arrivée des militants de Rafael Correa, issu du mouvement de la Révolution citoyenne, le mouvement se déplace vers une idéologie de gauche radicale à gauche, avec un lien idéologique avec le socialisme du XXIe siècle et le socialisme démocratique.
L'organisation est centrée sur la figure de l'ancien président Rafael Correa, affilié au socialisme du XXIe siècle. Il défend les révolutions bolivariennes et citoyennes autoproclamées et d'autres projets politiques fondés sur cette idéologie.
Le mouvement politique est classé dans l'idéologie démocratique progressiste en Amérique latine. Avec une affinité avec les mouvements progressistes d'Amérique du Sud, au Brésil, en Argentine par exemple.

## Présidence

### Président de Force d'engagement social
| Nom | Nom            | Période                                               | Vice-président |
| --- | -------------- | ----------------------------------------------------- | -------------- |
|     | Iván Espinel   | 18 août 2016 - 18 décembre 2018(2 ans et 4 mois)      | Vanessa Freire |
|     | Vanessa Freire | 18 décembre 2018 - 20 décembre 2020(2 ans et 2 jours) | Vacant         |
|     | Andrés Arauz   | 20 décembre 2020 - 22 mai 2021(5 mois et 2 jours)     | Raisa Corral   |
|     | Raisa Corral   | 22 mai - 28 août 2021(3 mois et 6 jours)              | Vacant         |

### Président du Mouvement Révolution citoyenne
| Nom | Nom               | Période                                                   | Vice-président    |
| --- | ----------------- | --------------------------------------------------------- | ----------------- |
|     | Marcela Aguiñaga  | 28 août 2021 - 21 octobre 2023(2 ans, 1 mois et 20 jours) | Francisco Hidalgo |
|     | Francisco Hidalgo | 21 octobre - 18 novembre 2023(28 jours)                   | Vacant            |
|     | Luisa González    | 18 novembre 2023(1 an, 3 mois et 24 jours)                | Alexandro Tonello |